# Только ты и я (фильм, 2005)
«Только ты и я» (англ. Back to You and Me) — драма. Не рекомендуется детям до 16 лет. Фильм был снят по заказу телеканала «Hallmark». В России был показан на русской версии телеканала «Hallmark».

## Сюжет
Сидни Людвик не навещала свою мать уже много лет. Её мать одинокая вдова, живущая в сельском доме. Но в этом году Сидни решила приехать на родину, увидеться с матерью, и, может быть, начать жизнь с чистого листа.